# Ploužnický potok (přítok Ploučnice)
Ploužnický potok je potok v okrese Česká Lípa v Libereckém kraji, levostranný přítok řeky Ploučnice. Délka toku činí 10,07 km. Plocha povodí měří 51,57 km².

## Průběh toku
Potok pramení v oboře Židlov v bývalém vojenském prostoru Ralsko a teče převážně západním směrem. Poblíž prameniště stávala, dnes zcela zaniklá, osada Dolní Okna. Nejzazší pramen se nachází v pískovcovém sklepě u zaniklé myslivny. Potok od pramene protéká úzkou luční nivou, kde výrazně meandruje a sbírá desítky krátkých přítoků. Delší přítok přijímá zprava z bočního Divokého údolí oblasti Zbinsko (Zbynsko), kterou tvoří zaniklé objekty hájovny, hradu a poustevny.
Krátce po opuštění obory potok napájí Ploužnický rybník a poté přijímá jediný velký přítok, Svébořický potok. Na něm je celá rybniční soustava s šesti velkými pojmenovanými rybníky a dalšími menšími a bezejmennými nádržemi. Po soutoku protéká Ploužnický potok částečně zaniklou vsí Hvězdov, kde napájí další tři rybníky (Hvězdovský I až III). Tok dále pokračuje v několika větvích po severním okraji další částečně zaniklé vsi Ploužnice (po ní je pojmenován) a podtéká silnici II/268, jež odděluje Ploužnici na dvě části (východní Ploužnice a západní Hradčany-sídliště). Již ve východní části Ploužnice se od hlavního toku odděluje vodní náhon, nazývaný dnes Čistecký příkop, který byl vybudován k Lesnímu závodu (leží u západní části Ploužnice, ale již na katastru města Mimoň). Po návratu náhonu do hlavního toku se Ploužnický potok nakonec vlévá do řeky Ploučnice na jejím 72. říčním kilometru. Závěrečný úsek potoka včetně náhonu od Lesního závodu a také následný tok Ploučnice po Boreček se ochraňuje jako přírodní památka Meandry Ploučnice u Mimoně.

### Větší přítoky
- pravé – Svébořický potok

## Fotogalerie

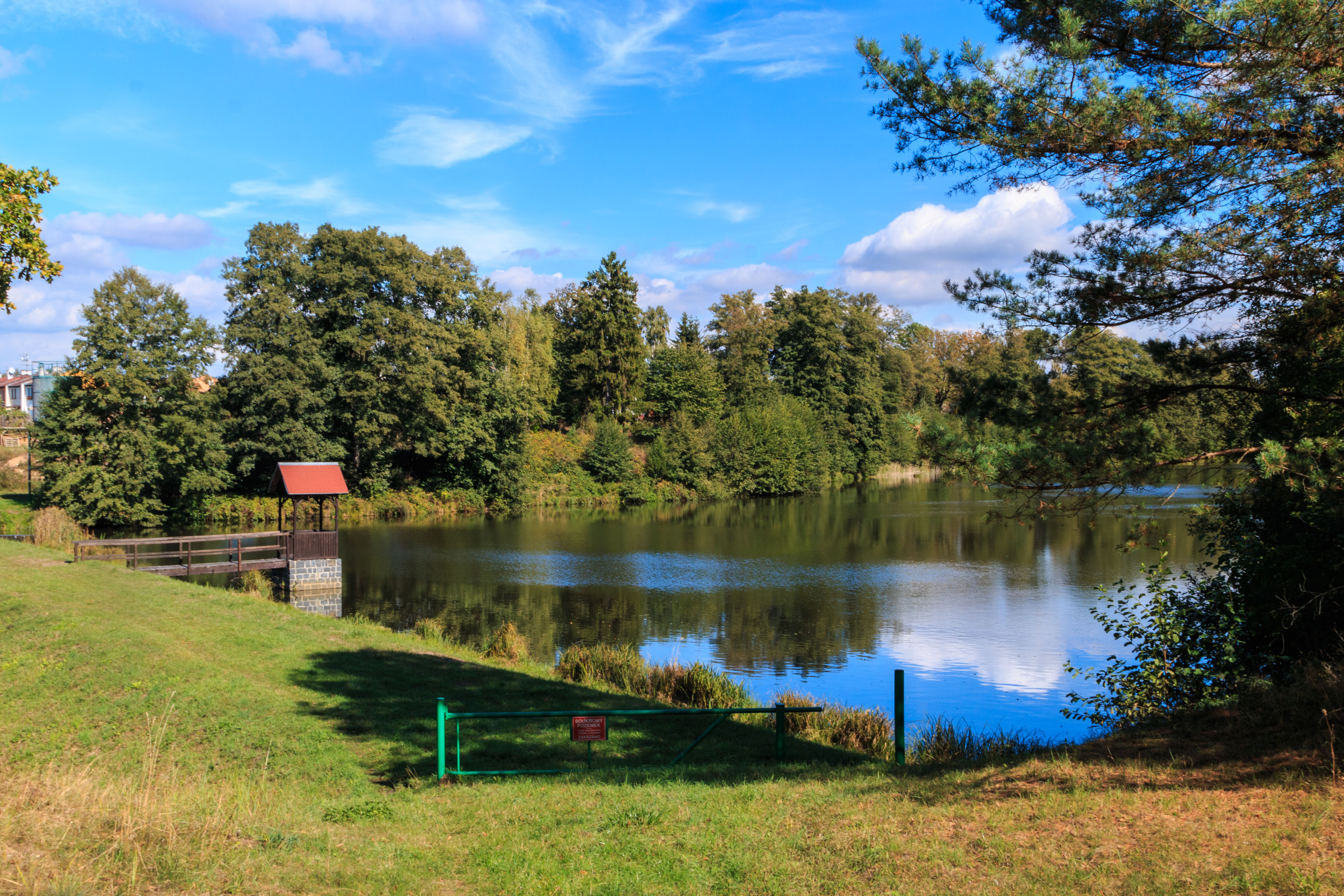
Dolní Hvězdovský rybník na Ploužnickém potoce
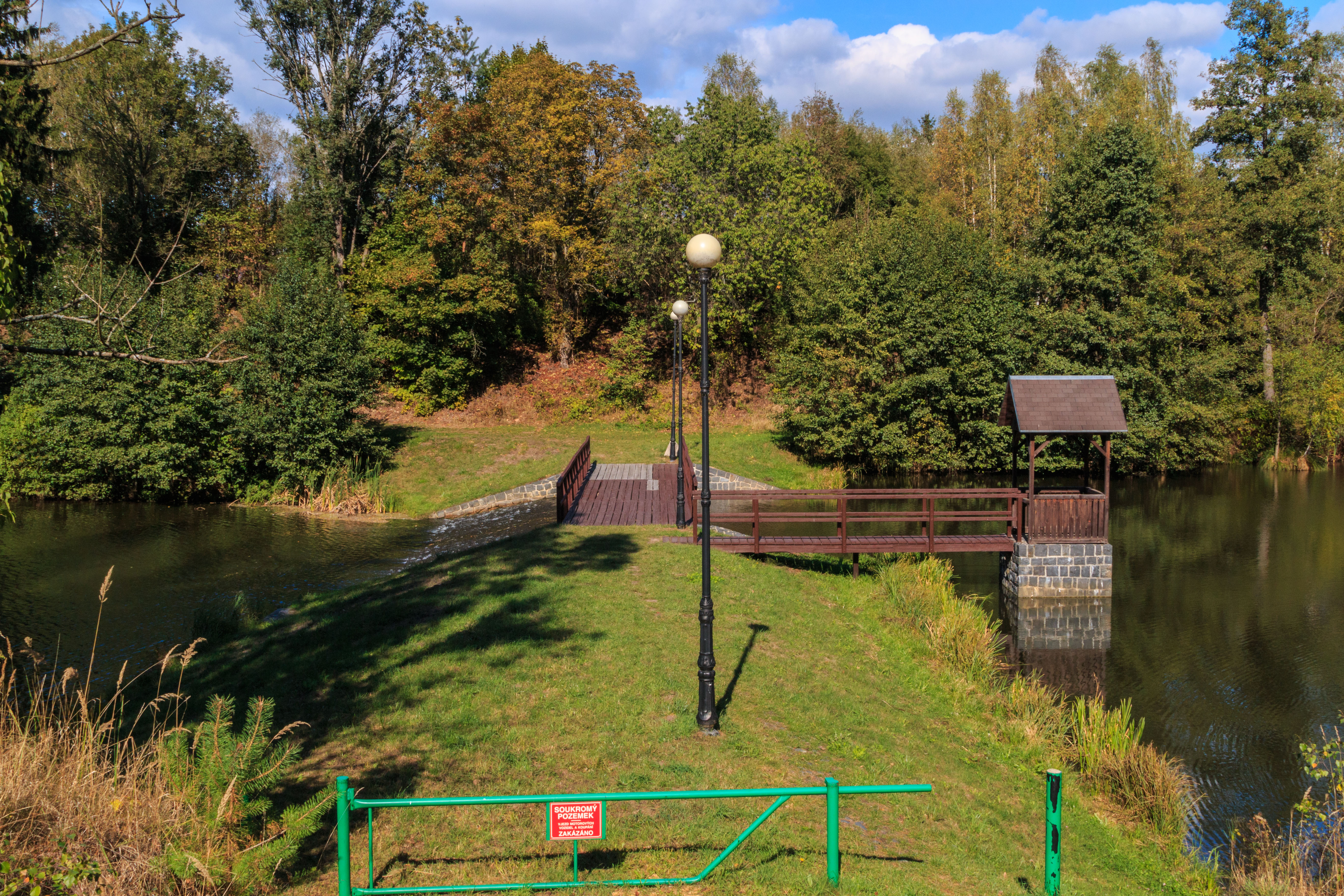
Hráz mezi Dolním a Horním Hvězdovským rybníkem
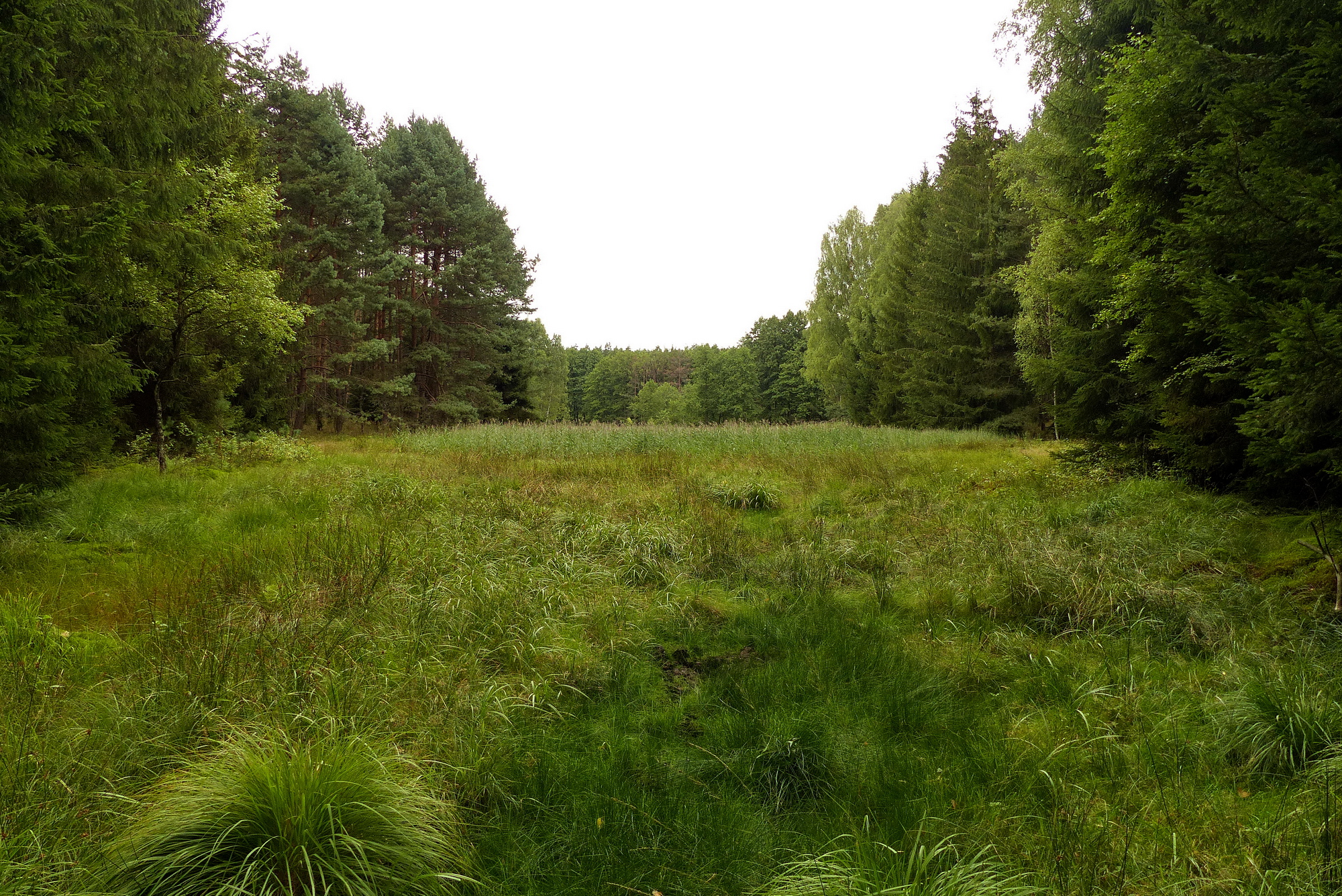
Mokřady na horním toku v prostoru zaniklé osady Dolní Okna
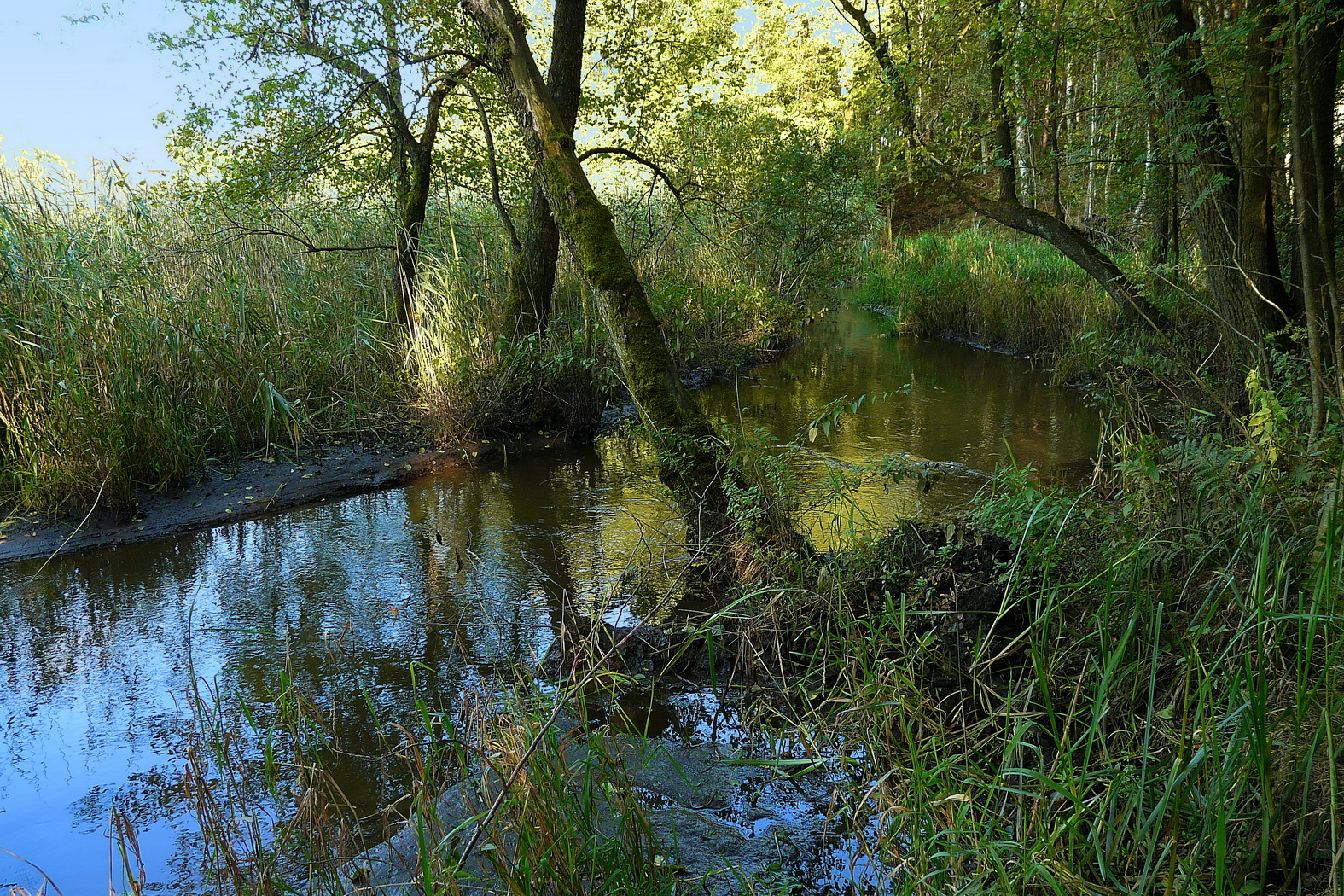
Ploužnický potok u soutoku s Ploučnicí u letiště Hradčany
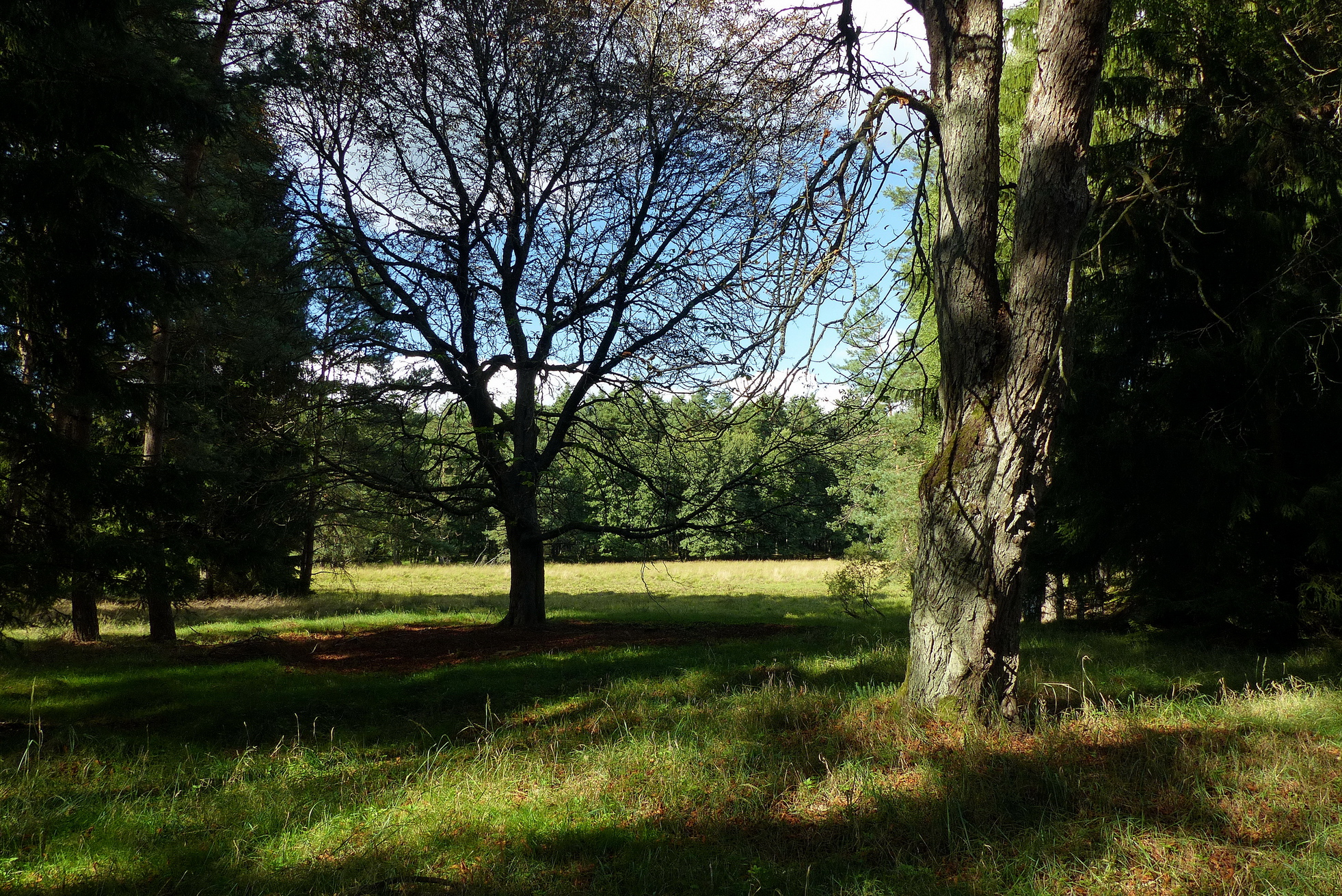
Les kolem mokřadů u Dolních Oken